# استراتژی در فرمول یک
استراتژی در فرمول یک (به انگلیسی: Strategy In F1) یکی مهم‌ترین بخش از فرمول یک است. استراتژی در فرمول یک می‌تواند محدود به مصرف سوخت یا لاستیک باشد، در بعضی مواقع هم آنقدر بزرگ باشد که راننده‌های دیگر را هم درگیر کند.

## مثال‌ها

### جایزه بزرگ اسپانیا ۲۰۲۱
در جایزه بزرگ اسپانیا ۲۰۲۱، لوییس همیلتون پول پوزیشن را گرفت. در شروع مسابقه، مکس ورشتپن توانست از همیلتون سبقت گیرد. در میانه مسابقه لوییس همیلتون پیت‌استاپی انجام داد و روی لاستیک میدیوم رفت. همیلتون با کمک لاستیک نو به سرعت به ورشتپن نزدیک شد و از او سبقت گرفت.

## محدودیت‌ها
در فرمول یک پنجره پیت استاپ(به انگلیسی: Pit window) استراتژی را محدود می‌کند.
همچین پیت لین ممکن است به دلایلی بسته شود. مثلا در جایزه بزرگ ایمولا ۲۰۲۱ میک شوماخر در جلوی پیت لین با دیوار برخورد کرد و شرایط خطرناکی برای خودروهایی به‌وجود آمد که می‌خواستند تعویض لاستیک انجام دهند. بنابراین میک شوماخر مجبور شد چند دور را با بال جلوی شکسته طی کند.